# Таддео ди Бартоло

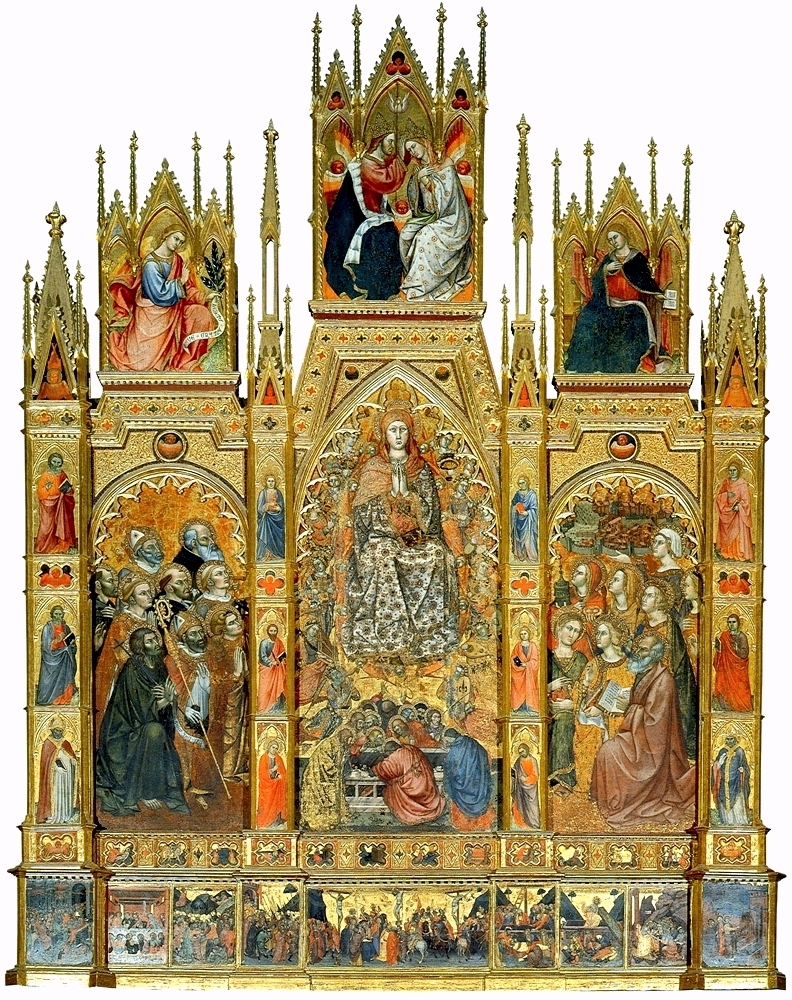
Таддео ди Бартоло. Большой алтарь «Вознесение Марии». 1401 г. Монтепульчано, собор.

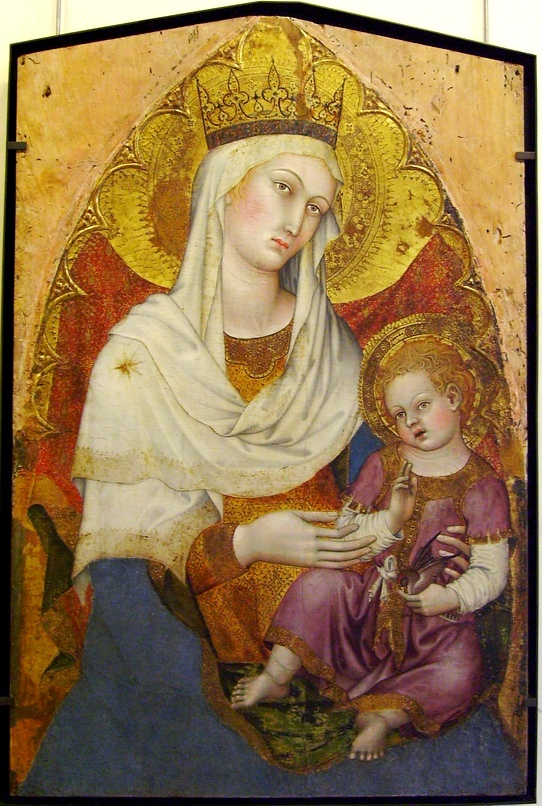
Таддео ди Бартоло. «Мадонна с младенцем». 1400-е гг. Авиньон, Пти Пале.

Таддео ди Бартоло (также Таддео Бартоли; итал. Taddeo di Bartolo; 1362, Сиена — 26 августа 1422, Сиена) — итальянский художник сиенской школы.

## Биография
Жизнеописание Таддео ди Бартоло сохранил для будущих поколений Джорджо Вазари. В нём он сообщает, что Таддео ди Бартоло был сыном художника Бартоло ди Фреди, в то время как на самом деле его отцом был цирюльник Бартоло ди Мино. Несмотря на утраты многих произведений, которые неизбежны в прошедшие 600 лет, художественное наследие Таддео ди Бартоло весьма велико.

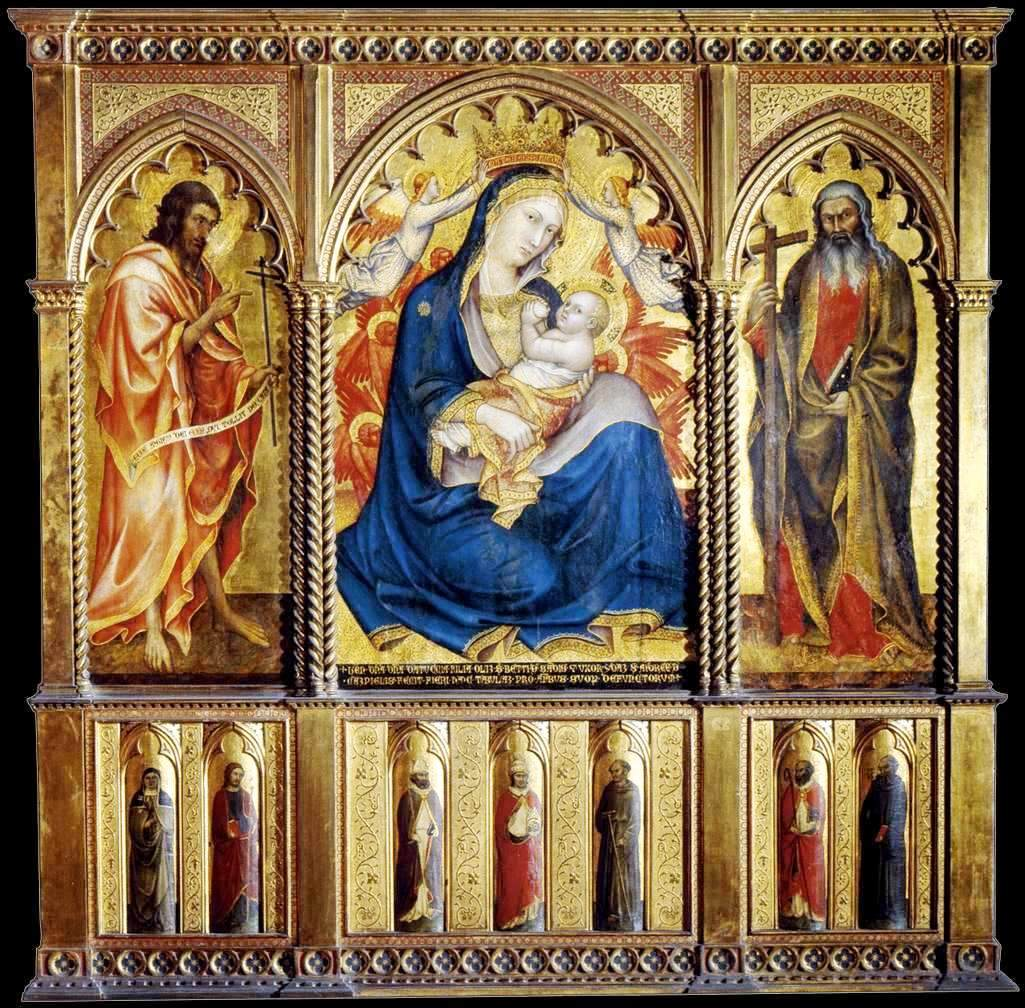
Таддео ди Бартоло. «Мадонна с младенцем, св. Андреем и Иоанном Крестителем» 1395 г. Будапешт, Музей изящных искусств

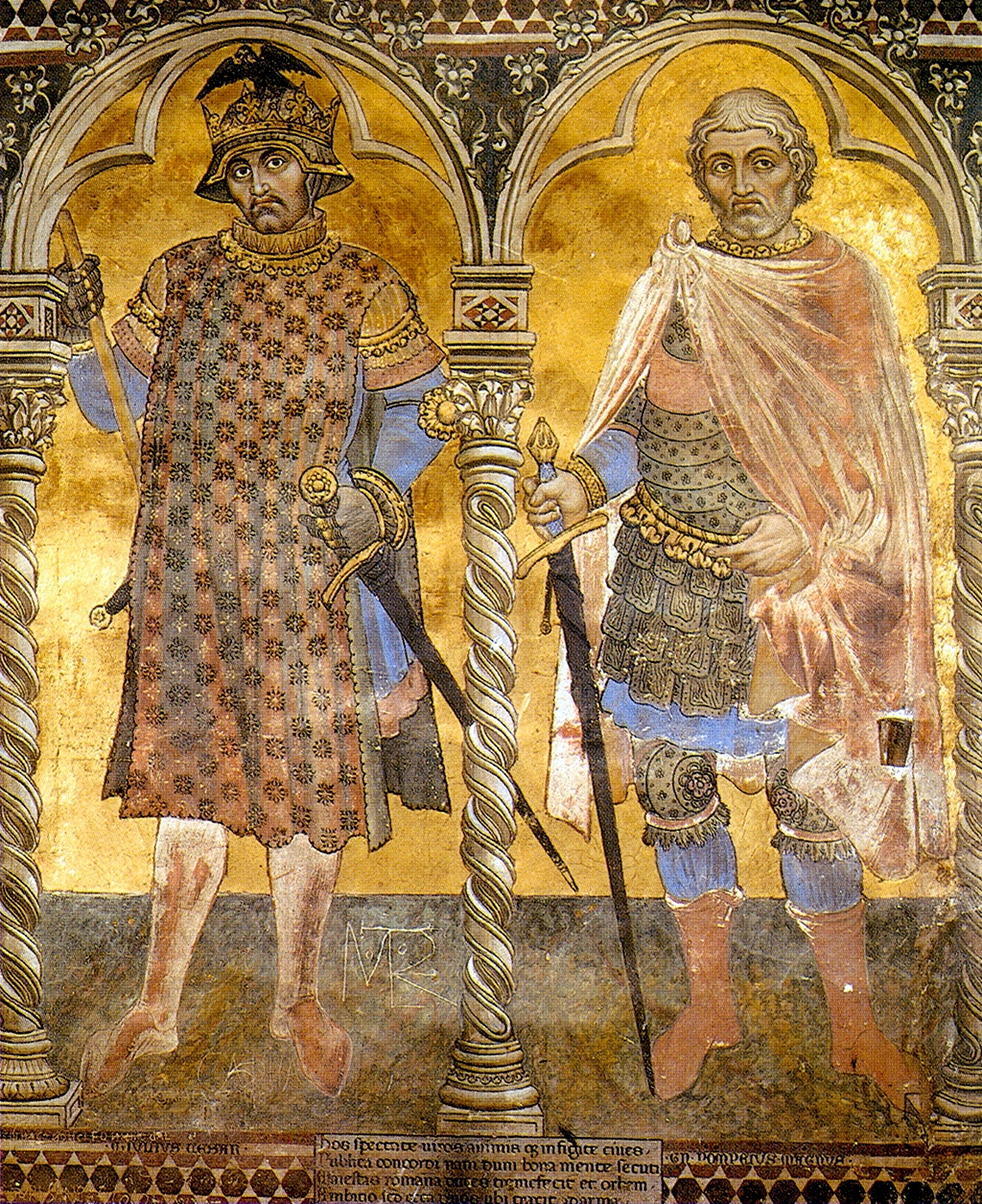
Таддео ди Бартоло. «Цезарь и Помпей», фреска. 1414 г. Палаццо Пубблико, Сиена

Первое упоминание в документах о Таддео ди Бартоло относится к 1386 году. В нём сообщается о его работе по разрисовке статуэток в Сиенском соборе. В 1388-89 годах он работает советником по оформлению Сиенского собора, а в 1389 году впервые упоминается как независимый художник. Его формирование произошло под влиянием Франческо ди Ваннуччо и Лука ди Томме, однако очень скоро Таддео выработал свою, индивидуальную манеру, близкую сиенской традиции, ценившей декоративность и изящество, но не джоттовский рационализм, популярный в то время в Тоскане. Вместе с тем главной особенностью Таддео было то, что он имел чувство меры и не впадал в соблазн наделить свои произведения вычурной фантазией и чрезмерной роскошью «придворной» готики.
Таддео ди Бартоло работал не только в родной Сиене, но в Генуе, Пизе, и Перудже, Вольтерре, Сан-Джиминьяно и Флоренции. Спрос на его произведения был высок.
В 1389 г. он пишет полиптих для капеллы Сан-Паоло-а-Коллегарли в небольшом городке Сан-Миниато-аль-Тедеско (ныне в частной коллекции); в 1394 г. фрески в Сан-Джиминьяно — «Страшный суд», «Ад», «Рай», «Пророки»; в 1395 г. полиптих для церкви Сан-Франческо в Пизе (ныне — Музей изящных искусств, Будапешт); в 1397 г. пишет сцену «Крещение Христа» в г. Триора, а также в Пизе, в церкви Сан-Франческо фрески «Сцены из жизни Марии» и «Святые»; в 1440 г. триптих в Сиене; в 1401 году пишет триптих для собора в Монтепульчано; в 1403 г. полиптих для церкви Сан-Франческо-аль-Прато в Перудже; в 1406-07 годах пишет фрески в капелле сиенской ратуши, Палаццо Пубблико, а в 1413-14 годах в той же ратуше пишет фреску «Прославленные мужи», которая стала прообразом для дальнейших вариаций на античные темы, которые во времена Ренессанса были очень популярными. И это не полный перечень его перемещений по городам Италии.
Среди самых крупных его работ следует упомянуть «Алтарь из Сан-Джиминьяно» (Сан-Джиминьяно, Городской музей), «Алтарь Сан-Паоло-алл’Орте» из Пизы (1395 г., ныне Гренобль, Музей изящных искусств), большой алтарь «Вознесение Марии» из собора в Монтепульчано (1401 г.), «Алтарь Благовещенье» (1409 г., Сиена, Пинакотека), и алтарь из Вольтерры (Вольтерра, Пинакотека). Он оставил несколько замечательных изображений «Мадонны с младенцем», хранящихся в разных музеях мира, и впечатляющее, монументальное «Распятие» (Сиена, Пинакотека).
Таддео ди Бартоло скончался в Сиене в 1422 году — как сообщает Вазари, «в возрасте пятидесяти девяти лет».